# Konrad Henlein

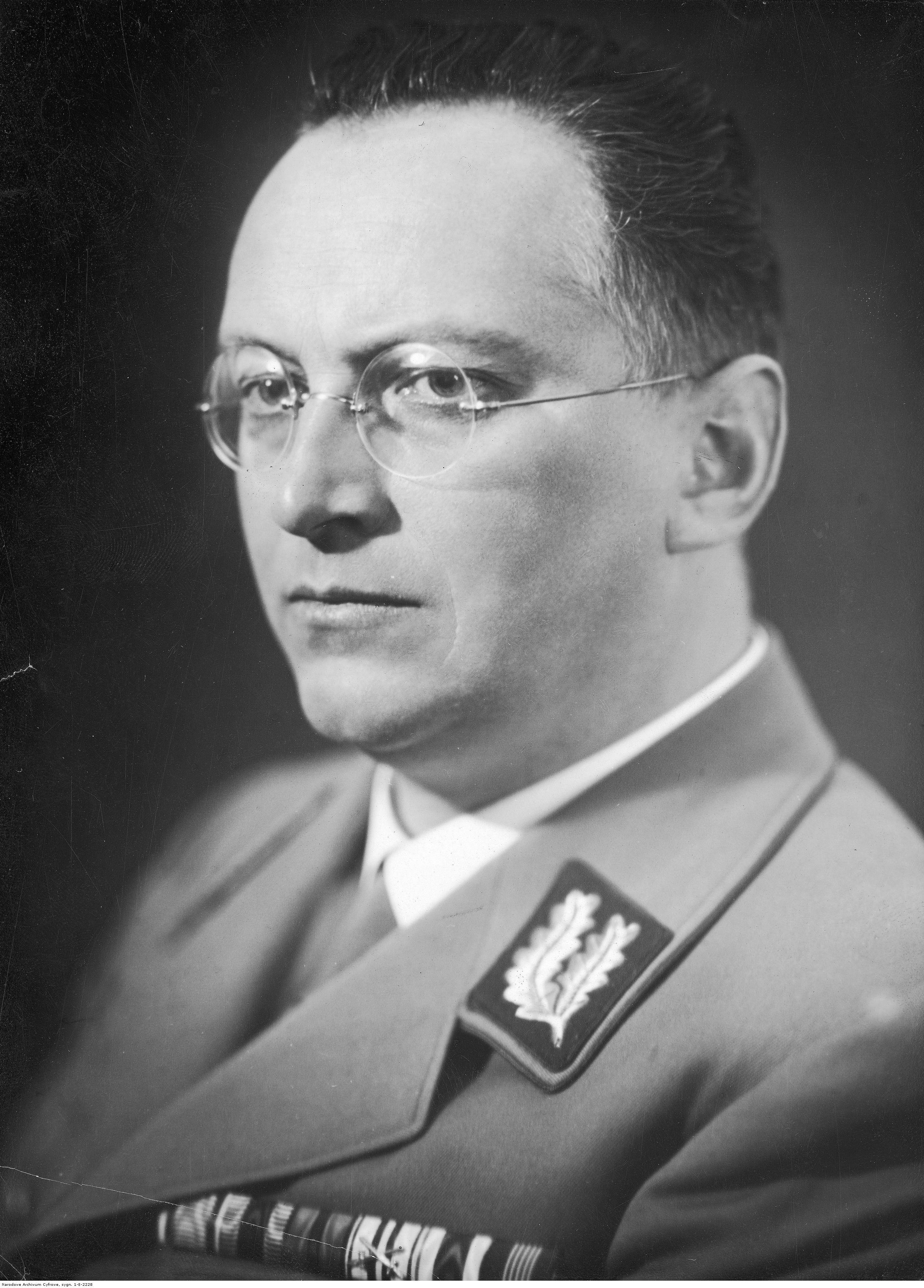
Konrad Henlein

Konrad Ernst Eduard Henlein (6 de maio de 1898 – 10 de maio de 1945) foi um importante político alemão dos Sudetos na Tchecoslováquia. Após a ocupação alemã em outubro de 1938, ele se juntou ao Partido Nazista e às SS e foi nomeado Gauleiter dos Sudetos. Ele foi nomeado Reichsstatthalter (Governador do Reich ou Deputado do Reich) do Reichsgau Sudetenland – uma divisão administrativa da Alemanha nazista de 1939 a 1945, compreendia a parte norte do território dos Sudetos, que foi anexado da Tchecoslováquia – após sua formação em 1 de maio de 1939.

## Biografia
Henlein nasceu em Maffersdorf (agora Vratislavice nad Nisou), parte da cidade de Liberec, nos Sudetos, depois na Áustria-Hungria, mas que agora faz parte da República Checa. A mãe de Henlein era descendente de tchecos. Depois de servir nas forças armadas durante a Primeira Guerra Mundial, após a qual foi brevemente prisioneiro na Itália, Henlein trabalhou como bancário na recém-formada Tchecoslováquia. Na década de 30 iniciou sua carreira política, com a criação do Sudetendeutsche Heimatfront ("Frente Patriótica Alemã dos Sudetos"), posteriormente chamada de Sudetendeutsche Partei.("Partido da Alemanha dos Sudetos"). Inicialmente, ele não aderiu às ideias nacional-socialistas de Adolf Hitler, afirmando sua lealdade ao estado da Tchecoslováquia.
Em 1935, seu braço direito, Karl Hermann Frank, tornou-se líder do grupo parlamentar do SDP. Enquanto isso, alguns grupos partidários, mais próximos do governo nacional-socialista em Berlim, e em particular aqueles que se referiam ao jornal Der Aufbruch, começaram a ser financiados pela Alemanha. A partir de novembro de 1937, os líderes do LPS, incluindo Henlein, coordenaram a política nos Sudetos juntamente com o NSDAP, com o objetivo de separar os Sudetos da Tchecoslováquia e integrá-los à Alemanha nazista. Em setembro de 1938 Henlein organizou vários ataques na Tchecoslováquia, e a revolta foi reprimida pelas forças checoslovacas, dando a Hitler o pretexto para denunciar a violência da repressão do governo de Praga.

Henlein teve que fugir para a Alemanha para organizar novos ataques à Tchecoslováquia. Em outubro de 1938, com o Pacto de Munique, os Sudetos foram anexados à Alemanha e logo em seguida Henlein ingressou no Partido Nazista. Em 1939 foi nomeado Gauleiter dos Sudetos, cargo que ocupou até o final da guerra. Ele também foi nomeado deputado do Reichstag. Em maio de 1945, após ser capturado pelo exército americano, suicidou-se na cabana onde estava preso perto de Plzeň, cortando suas veias com os cacos de vidro de seus óculos. Ele foi enterrado anonimamente no principal cemitério da cidade dos Sudetos.